# Юлиян Нейчев
Юлиян Нейчев Нейчев е бивш български футболист, нападател.
Роден е на 27 август 1970 г. във Варна. Играл е за Черно море, Автотрейд, Локомотив (Пловдив), Светкавица, Девня, Белослав и Нива (Тернопол, Украйна). 
Селекционер на ФК МАГ – първия ни шампион по футзал и треньор на юношите на Черно море.

## Статистика по сезони
- Черно море – 1987/88 – Б група, 1 мач/0 гола
- Черно море – 1988/89 – А група, 1/0
- Черно море – 1989/90 – А група, 10/0
- Черно море – 1990/91 – Б група, 2/0
- Автотрейд – 1991/92 – В група
- Автотрейд – 1992/93 – В група
- Автотрейд – 1993/94 – В група
- Черно море – 1995/пр. – Б група, 14/2
- Черно море – 1995/96 – Б група, 32/4
- Черно море – 1996/97 – Б група, 32/6
- Черно море – 1997/98 – Б група, 26/10
- Локомотив (Пд) – 1998/ес. - А група, 6/0
- Черно море – 1998/99 – Б група, 15/1
- Черно море – 1999/ес. - Б група, 8/2
- Светкавица – 2000/пр. - Б група, 15/9
- Нива – 2000/01 – Украинска Висша Лига, 23/4
- Девня – 2001/ес. - Б група, 9/0
- Белослав – 2002/03 – А ОФГ, 24/6
- Белослав – 2003/04 – В група, 27/8